# フィクションにおける病気

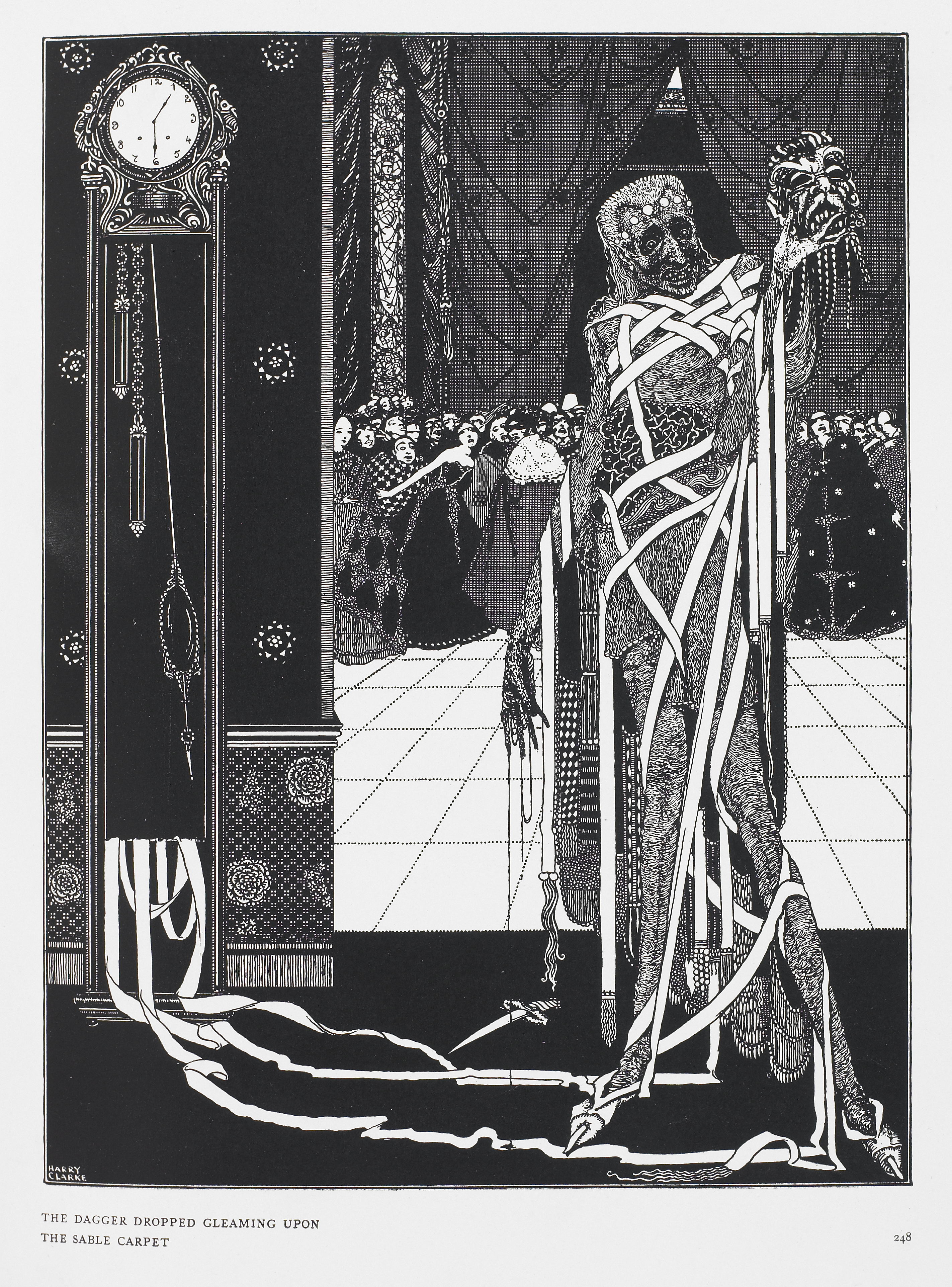
エドガー・アラン・ポーが1842年に発表した『赤死病の仮面』のために、ハリー・クラークが1919年に描いたイラスト。

フィクションにおける病気（フィクションにおけるびょうき）では、各種フィクションで描かれる病気について扱う。
病気は、実在のものであれ、架空のものであれ、フィクションの中で重要な役割を果たしており、ハンチントン病や結核などの特定の病気は、多くの書籍や映画に登場している。また、『アンドロメダ病原体』のように、全人類に脅威を与えるパンデミックを引き起こす疫病は、文学や映画で描かれる多くの架空の病気の一つである。

## 実在の病気

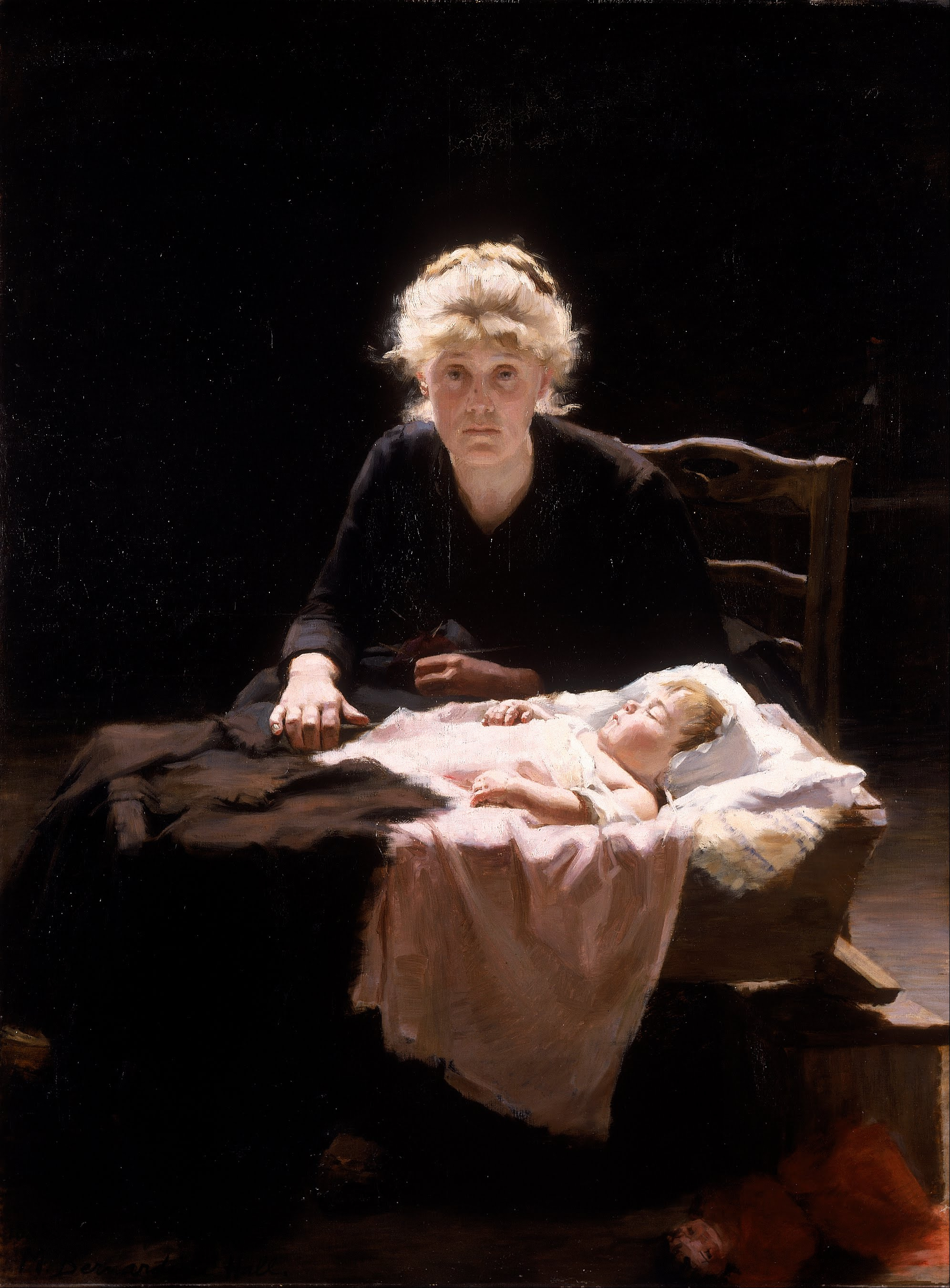
ヴィクトル・ユーゴーが1862年に発表した小説『レ・ミゼラブル』の登場人物ファンティーヌと消耗（結核）の様子（1886年、マーガレット・バーナディン・ホール作）

実在の疫病は、ジョヴァンニ・ボッカッチョの1353年頃の『デカメロン』以降の書籍の中心的な要素となっている。ボッカッチョは、フィレンツェで発生した黒死病から逃れた10人の人々の物語を描いている。この本は、ジェフリー・チョーサーが14世紀に発表した『カンタベリー物語』に影響を与えた。この物語は、ペストの時代に巡礼をしている人々の物語を『デカメロン』同様に語っている。1957年に公開されたイングマール・ベルイマン監督の映画『第七の封印』は、黒死病の発生したデンマークを舞台とし、僧侶のような姿で擬人化された死神とチェスをするシーンが登場する。
結核は19世紀の一般的な病気であり、ロシア文学の代表的な作品にも登場している。フョードル・ドストエフスキーは、『罪と罰』のカテリーナ・イワーノヴナ・マルメラードワ、『悪霊』のキリーロフ（アレクセイ・ニーロイチ・キリーロフ）、『白痴』のイッポリート・テレンチェフ （イッポリート）とマリイなど、消費的ニヒリストというテーマを繰り返し用いている。ツルゲーネフは『父と子』のエヴゲーニー・ワシリーイチ・バザーロフで同じことをした。ビクトリア朝時代の英文学では、チャールズ・ディケンズの『ドンビー父子』（1848年）、エリザベス・ギャスケルの『北と南』（1855年）、メアリ・オーガスタ・ウォード（別名：ハンフリ・ウォード夫人）の『エレノア』（1900年）などが代表的な結核小説である。
アルベール・カミュが1947年に発表した『ペスト』は、19世紀フランスのコレラを題材にしていると考えられるが、実存主義によって見られる無意味な世界で人々が互いに助け合う必要性を説いた寓話であると同時に、カミュの記憶に新しいドイツ軍のフランス侵攻を暗示しているとも考えられている。
ハンチントン病は、イアン・マキューアンが2005年に出版した『土曜日』など、多くの小説に登場する。ただし、主人公がハンチントン病を患っていることを否定的に描いているため、医学雑誌『ランセット』では偏見があると批判された。

## 架空の病気

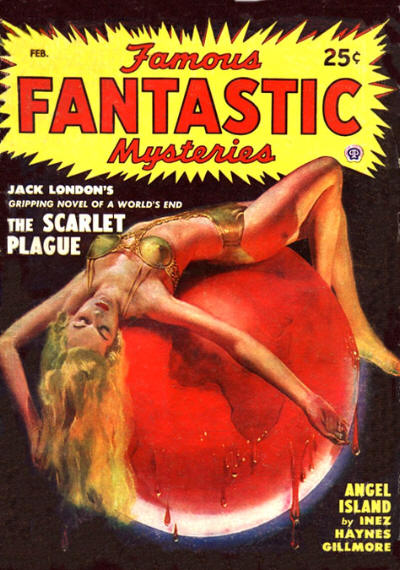
ジャック・ロンドンが1912年に発表した『赤死病』は、雑誌『Famous Fantastic Mysteries』1949年2月号に転載された。

病気のうち特に感染性のものは、昔から小説のテーマやプロット・デバイスとして人気がある。
ダニエル・デフォーが1722年に発表した先駆的作品『ペスト』は、ペストがイギリスで発生した年でもある1665年のある男の生活を描いた架空の日記である。メアリー・シェリーが1826年に発表した『最後の人間』は、イギリスにいる主人公たちがヨーロッパ中に蔓延する疫病から逃れようとする姿を描いた物語で、「終末後のパンデミック・スリラー」というジャンルを生み出した。エドガー・アラン・ポーの『赤死病の仮面』（1842年）は、ペストを題材にしたゴシック小説だが、裕福な人々の傲慢さとその傲慢さに対する神の憤りと罰を象徴していると指摘されることもある。
マイケル・クライトンが1969年に発表した『アンドロメダ病原体』は、世界を脅かす微生物が軍事衛星によってが地球に飛来し、アリゾナ州の町を一掃するというSFスリラーである。白衣を着た科学者たちが、その爆発的発生を食い止めるために最善を尽くす姿を描いている。